# Orsonwelles ambersonorum
Espèce
Orsonwelles ambersonorum est une espèce d'araignées aranéomorphes de la famille des Linyphiidae.

## Distribution
Cette espèce est endémique d'Oahu à Hawaï,.

## Description
Les mâles mesurent de 9,80 à 11,35 mm et les femelles de 11,16 à 13,64 mm.

## Publication originale
- Hormiga, 2002 : Orsonwelles, a new genus of giant linyphiid spiders (Araneae) from the Hawaiian Islands. Invertebrate Systematics, vol. 16, p. 369-448 (texte intégral).